# Oniscus lusitanus
Oniscus lusitanus är en kräftdjursart som beskrevs av Karl Wilhelm Verhoeff 1909. Oniscus lusitanus ingår i släktet Oniscus och familjen Oniscidae. Inga underarter finns listade i Catalogue of Life.